# Кравченко Альберт Іванович
Альберт Іванович Кравченко (нар. 13 грудня 1949) — радянський і російський філософ та соціолог, фахівець у галузі теорії, методології та історії соціології, соціології управління, економічної соціології та соціології праці, а також соціології культури та культурології. Кандидат філософських наук, доктор соціологічних наук, професор.

## Життєпис
Навчався у Саратовському державному університеті імені М. Г. Чернишевського, закінчив Московський державний університет імені М. В. Ломоносова.
З 1978 року працював у Інституті соціологічних досліджень АН СРСР, а у 1984 році перейшов на посаду наукового консультанта та редактор наукового часопису «Соціологічні дослідження». Також паралельно працював професором кафедри соціології організацій соціологічного факультету МДУ, а згодом — головним науковим співробітником Інституту соціології РАН.
У 1981 році захистив дисертацію на здобуття наукового ступеня кандидата філософських наук на тему «Концепція Тейлора та її роль у буржуазній соціології управління» (спеціальність 09.00.03 — історія філософії).
У 1990 році захистив дисертацію на здобуття наукового ступеня доктора соціологічних наук на тему «Розвиток та структура соціології праці. Історико-методологічний аналіз» (спеціальність 22.00.03 — соціологія праці та економічна соціологія).
Альберт Кравченко — автор понад 200 опублікованих наукових праць, з них близько 50 монографій, словників, довідників та навчальних посібників. Серед них: «Соціологія: загальний курс: навчальний посібник для вузів» (М., 2002), «Культурологія» (2000—2003), «Суспільствознавство» тощо.

## Нагороди
- Ломоносівська премія МДУ ІІ ступеня за монографію «Соціологія. У 3-х томах» (2001)[5]

## Плагіат
У грудні 2002 року Черемушкинським районним судом міста Москви 53-річного Альберта Кравченка було визнано винним у плагіаті: основу глави 7 його книги «Політологія: Навчальний посібник для студентів. М., 2001» склали фрагменти книги Фархада Ільясова «Політичний маркетинг: Мистецтво і наука перемагати на виборах» (М., 2000). За рішенням суду він мав виплати потерпілому компенсації у сумі 1000 рублів, а видавництво опублікувало повідомлення про факт плагіату в газетах.

## Наукові праці
- Социология труда в XX веке: Историко-критический очерк / Отв. ред. И.&nbsp;В. Бестужев-Лада; АН СССР, Ин-т социол. исслед. — М. : Наука, 1987. — 180, [2] с.
- Социология Макса Вебера: Труд и экономика. — М. : На Воробьевых, 1997. — 206, [1] с. — ISBN 5-88265-014-3
- Добреньков В. И., Кравченко А. И. Социология: В 3 тт: Т. 1: Методология и история, Т. 2: Социальная структура и стратификация, Т. 3: Социальные институты и процессы. — М. : Инфра-М, 2001.
- Культурология: Учебное пособие для вузов. — 5. изд. — М. : Академический Проект, 2003. — 493, [2] с. — (Gaudeamus). — ISBN 5-8291-0230-7
- Добреньков В. И., Кравченко А. И. Фундаментальная социология: В 15 т. — М. : Инфра-М, 2003—2007.
- История социологии в 2 т.: учебник и практикум для академического бакалавриата. — М. : Юрайт, 2019. — (Бакалавр. Академический курс).
- Антология социально-экономической мысли России. XIX—XX века: в 3 т. — М. : Директ-Медиа, 2021. — ISBN 978-5-4499-2097-3 (Том 1).
- Социология: Общий курс: Учебное пособие для вузов. — М.: ПЕРСЭ; Логос, 2002.–640 с.: ил. ISBN 5-9292-0019-Х («ПЕР СЭ»); ISBN 5-94010-001-5 («Логос»).